# Бомбардування Ізраїлем Хомсу (7 лютого 2024)
7 лютого з 00:23 до 00:29 чотири тактичні винищувачі F-35 ВПС Ізраїлю з території Лівану без порушення повітряного простору Сирії завдали удару вісьмома керованими авіабомбами типу GBU-39 по військових об'єктах режиму Асада у тому числі і на авіабазу Шайрат в районі міста Хомс. Внаслідок чого загинуло 10 осіб, включаючи 6 мирних жителів та 2 бойовиків «Хезболли».  Ракетні удари були завдані після того, як 2 лютого 2024 року ВПС США завдали ракетних ударів по об'єктах в Іраку та Сирії. Сирійські державні ЗМІ заявили, що сирійські сили ППО перехопили та збили ізраїльські ракети.